# Pietralata

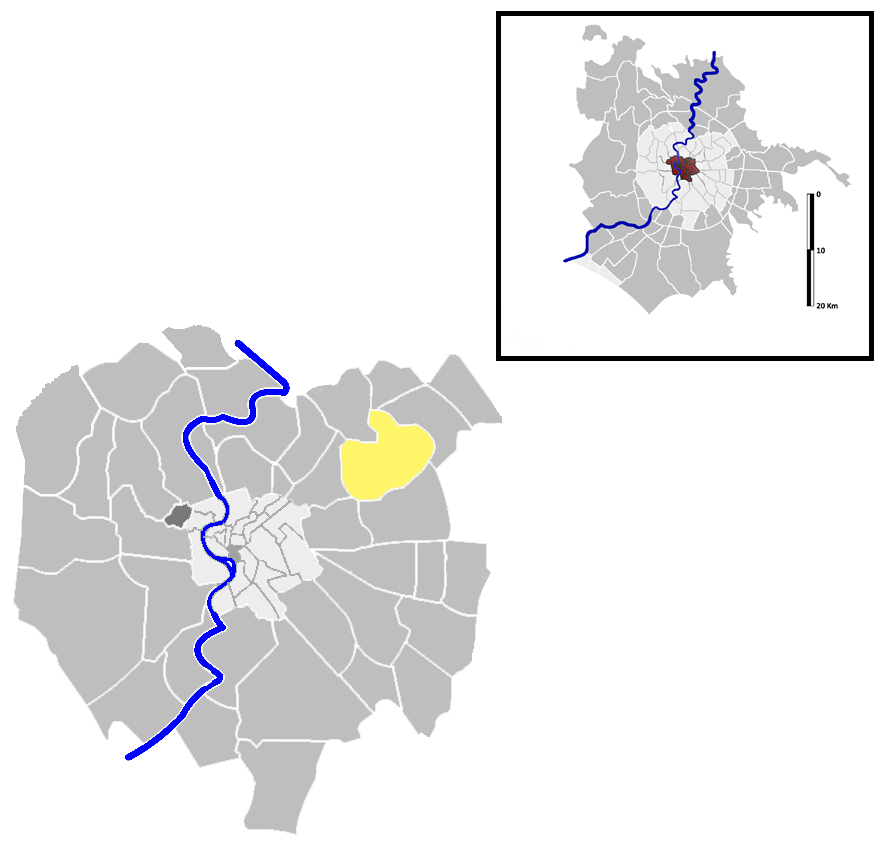
Quartiere Pietralata

Pietralata é o vigésimo-primeiro quartiere de Roma e normalmente indicado como Q. XXI. Este mesmo topônimo indica a zona urbana 5G do Municipio IV da região metropolitana de Roma Capitale. Seu nome deriva do termo latino "prata lata" ("grande planície"), uma característica ainda hoje presente na região.

## Geografia
O quartiere Pietralata fica na região nordeste da cidade. Suas fronteiras são:
- ao norte estão os quartieres Q. XVI Monte Sacro, separado pelo rio Aniene, da Via Val Brembana até a Via Monte Gemma, por esta última e pela Via Levanna, Q.XXVIII Monte Sacro Alto, separado pela Via Nomentana, da Via Levanna até a Via Giovanni Zanardini, e Q.XXIX Ponte Mammolo, separado pela Via Giovanni Zanardini inteira.
- a leste está o quartiere Q. XXIX Ponte Mammolo, separado por um trecho da Viale Kant, um trecho da Viale Egidio Galbani e por toda a Via Casal de' Pazzi até a Via Tiburtina.
- ao sul estão os quartieres Q. XXII Collatino, separado pela Via Tiburtina, do rio Aniene até a Via di Portonaccio, e Q. VI Tiburtino, separado pela Via Tiburtina.
- a oeste está o Q. V Nomentano, separado pela Tangenziale Est, da Via Tiburtina até a altura da Via Val Brembana.

## História

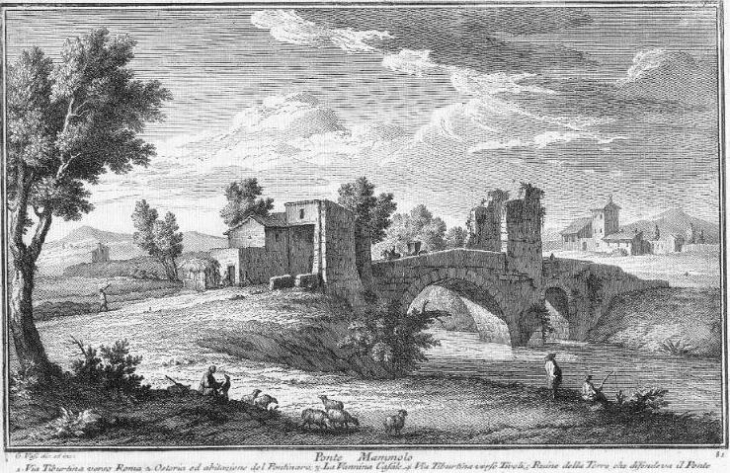
Gravura de Giuseppe Vasi (1754) da Ponte Mammolo.

Pietralata, ou Prata Lata, como aparece nos documentos mais antigos, era um conhecido latifúndio da zona rural romana (a campagna), com cerca de {{fmtn|2500|| hectares entre as vias Tiburtina e Nomentana que incluía o vale de Sant'Agnese fuori le Mura, as colinas de Portonaccio e, ao longo do rio Aniene a Casal de' Pazzi, incluía também o Castello di Pietralata, erguido sobre as ruínas de uma antiga villa romana. Deste último derivou o nome de uma família que foi proprietária de todo o terreno até o final da Idade Média, como atestam duas cartas preservadas no Arquivo de Latrão: nelas são mencionados um Orazio di Pietralata, que viveu no início do século XVI, e um tal Giovan Battista di Pietralata, bispo de Sant'Angelo in Vado. A ela se sucederam primeiro a família Lante, e, depois, uma famosa divisão: os Ruberti, o príncipe Stanislao Poniatowski e finalmente a família Mazzetti, que, reunindo todas as porções novamente, obteve do papa a criação de do "Marquesado de Pietralata".
Passada depois aos Torlonia, a região nasceu como um dos doze "borgos oficiais", criados pelo Governorato de Roma para receber, entre 1935 e 1940, o entulho das demolições realizadas por Mussolini no centro de Roma, em particular nas regiões no entorno do Campidoglio, na Via del Teatro di Marcello, dos Fóruns imperiais, San Giovanni in Laterano, Porta Metronia e da Viale Castrense.
Durante o regime fascista, a região ficou famosa por causa de suas "casinhas de sete liras", chamadas assim por causa de seu baixo custo e caracterizadas por não terem banheiro, cozinha e nem água corrente. Em 23 de outubro de 1943, numa vala entre os campos que flanqueavam a Via Tiburtina, perto de uma fábrica de queijos da Ponte Mammolo, foram trucidados pela SS nazista nove partisans do movimento comunista Bandiera Rossa, que haviam atacado o Forte Tiburtina atrás de víveres, armas, munições e remédios, e mais um ciclista que estava de passagem no local, um evento conhecido como Massacre de Pietralata. 
Em 1953, as antigas casinhas foram substituídas por unidades mais modernas e, entre 1957 e 1964, os antigos lotes foram substituídos por edifícios. Todos estes eventos estão ligados à profunda identidade suburbana dos habitantes locais que, isolados do contexto mais urbano da cidade, recorreram à igreja (San Michele Arcangelo a Pietralata), especialmente às irmãs sacramentinas que ajudavam na escolarização dos mais jovens, e ao Partido Comunista, que fomentou a organização política e na luta por moradia. O partido também foi responsável, em 1968, pela fundação da "Polisportiva Albarossa", que jogava no campo "XXV Aprile".
Da década de 1950 até o final da década de 1970 eram frequentes os alagamentos provocados pela construção das marginais do vizinho rio Aniene num nível muito baixo. Mais tarde foram realizadas obras para elevar o nível da via cujos efeitos ainda hoje são visíveis: algumas lojas estão num nível mais baixo do que o da Via di Pietralata e os primeiros andares de muitas casas se tornaram andares térreos. Até 1961, o borgo de Pietralata era parte do subúrbio S. II Nomentano, quando a região foi separada e constituída no quartiere Q. XXI Pietralata.
Os únicos pontos de lazer em todo o quartiere eram um cinema, o mercado com sua praça, a paróquia de San Michele Arcangelo e a Casa del Popolo, construída em 1967. Na década seguinte começou o combate contra o analfabetismo: até então, a região toda tinha apenas uma escola elementar e não havia nenhuma escola de ensino médio e nem superior, o que obrigava muitos jovens a interromperem seus estudos por falta de recursos. Foi nesta época que começou a se acentuar a distinção entre a parte alta e a parte baixa (histórica) de Pietralata, tanto do ponto de vista econômico quanto do político. 
A partir do final da década de 1970, Pietralata mudou bastante, especialmente depois que Luigi Petroselli deu início a intervenções no quartiere, especialmente o já citado aumento do nível da rua da Via di Pietralata em dezembro de 1979. Em 1990 foi inaugurado ali a estação Pietralata do metrô de Roma e, logo depois, o Ospedale Sandro Pertini. Em 1998, com a recuperação dos fundos roubados durante a construção do metrô, o então prefeito Francesco Rutelli determinou a construção de uma praça onde anteriormente havia um aterro, primeiro chamada de Piazza Risarcimento e, depois de protestos dos habitantes do bairro, que queriam o nome de Pier Paolo Pasolini, passou a ser chamada de Largo di Pietralata.

## Vias e monumentos
- Nuovo Ponte Mammolo
- Riserva naturale Valle dell'Aniene
- Torre di Pietralata
- Via Nomentana
- Via Tiburtina

### Antiguidades romanas
- Água Virgem
- Ponte Mammolo

## Edifícios

### Palácios evillas
- Casale di Pietralata

### Outros edifícios
- Forte Pietralata
- Ospedale Sandro Pertini

### Igrejas
- Sant'Atanasio a Via Tiburtina
- San Fedele da Sigmaringa
- Cappella della Madonna delle Grazie
- San Michele Arcangelo a Pietralata
- San Romano martire
- San Vincenzo Pallotti